# Kostel svaté Anny (Velká Hleďsebe)
Římskokatolický kostel svaté Anny ve Velké Hleďsebi je nejvýznamnější historická památká v této obci ležící nedaleko Mariánských Lázní. V roce 2011 dovršila tato památka sto let. Jedná se o pseudorománskou stavbu, která byla postavena v letech 1908-1911 mariánskolázeňským stavitelem Josefem Forberichem.

## Vnější charakteristika
Hleďsebský kostel se svou strukturou velmi podobá stavbám chrámů Svatých Apoštolů v Kolíně nad Rýnem. Určitou podobu a shodu kostela v architektonickém stylu najdeme i s kostely, které se nacházejí na českém území. Jednou z těchto staveb je kostel Nanebevzetí Panny Marie v Mohelnici nad jizerou u Mnichova Hradiště. Jedná se o tribunový kostel. Další stavbou podobnou kostelu ve Velké Hleďsebi je kostel Nanebevzetí Panny Marie v Tismicích (1220). Jedná se o trojlodní starorománskou budovu, kterou najdeme jihozápadním směrem od Českého Brodu.

## Exteriér
Kostel je postaven v pseudorománském stavebním slohu.

### Hlavní věž se zvonicí
Hlavní věž se nachází na západní straně kostela a představuje čelo kostela. Celá věž má čtvercový tvar a je na přední straně bohatě ornamentálně zdobená. V dolní části čela věže se nachází hlavní vstup neboli portál kostela. K portálu se dostaneme po zdolání šesti schodů. Po stranách portálu se nachází dva sloupy s jednoduchými postamenty a patkami. Hlavice sloupů jsou ozdobeny několika ornamenty. Z obou párů hlavic vybíhají půlkruhové plastické archivolty. Tyto archivolty tvoří rám pro typický románský tympanon, v němž se nalézá plastika Piety.

### Rozetové okno
Jedná se o okno uvnitř obtočené třemi plastikovými kruhy. Dříve rozeta plnila funkci osvětlení interiéru kostela z jeho západní strany. Nad rozetou se nachází dvojokno románského stylu, které je doplněno třemi sloupky. Přímo nad tímto dvojoknem nalezneme trojokno, u něhož se nejvýrazněji jeví největší okno prostřední. Nad trojoknem se nachází jedna z říms, pod níž je patrný obloučkový vlys. Nad římsou jsou umístěny věžní hodiny. Věžní hodiny se nalézají na všech čtyřech světových stranách. Dále nad hodinami se tyčí do výšky 42 metrů plechový jehlan věže, který je zakončen křížem.

### Doprovodné patrové rotundy
Součástí obou rotund jsou kováním zdobené dveře. Nad zdobenými dveřmi najdeme plastický kruh, nad nímž je do omítky vykreslen trojlist. Jako základ rotund byl použit kámen a celý základ je zhruba půl metru vysoký. Nad římsou, která odděluje patra rotund, se nachází šest oken úzkého tvaru. Všechna okna jsou zakončená půlkruhem, což je typické pro románský sloh. Střecha rotund je kuželová a na jejím vrcholu je situován kříž s ozdobnou makovičkou.

### Vysoká hlavní loď
Hlavní loď má po obou stranách dvě patrové boční lodi. Boční lodi mají dvě patra, v nichž je vedle sebe poskládáno pět širších oken. Hlavní loď kostela se rýsuje až za bočními loděmi. Hlavní loď nese pět oken kruhového tvaru, která jsou umístěna v horní části lodě. Deseti okny na každé straně kostela je zajištěno dostatečné osvětlení interiéru kostela.

### Transept
Transept neboli příčná loď je vybaven sedlovou střechou, která na svých vrcholech nese kované kříže. Transept navazuje na hlavní a dvě boční lodi, při čemž přetíná hlavní loď a tím ji odděluje od kněžiště. Příčná loď se vyznačuje značným dekorem a to na obou stranách. Jižní čelo transeptu je v přízemí vybaveno třemi vysokými štíhlými okny, při čemž prostřední z oken je vyšší než postranní okna. Nad každým z prostředních vysokých oken se nalézá římsa, nad kterou se nachází rozeta.

## Galerie

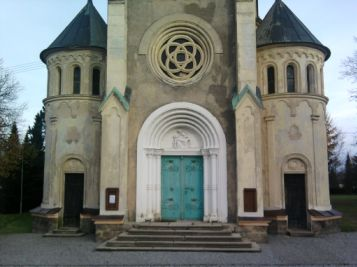
Hlavní vstup do kostela
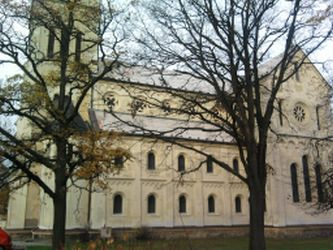
Pohled na jižní boční loď
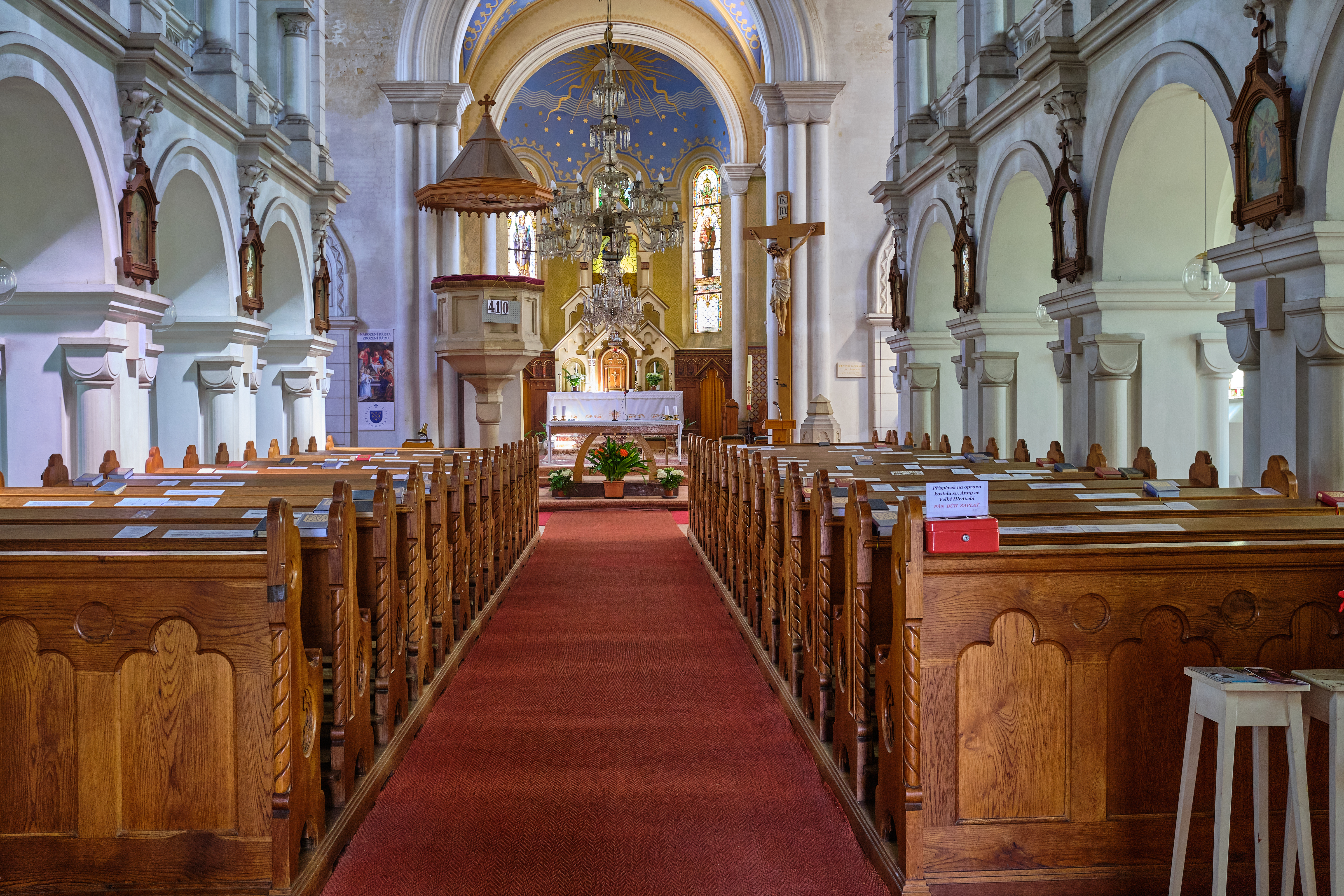
Interiér